# Lolka és Bolka meséi
A Lolka és Bolka meséi (eredeti cím: Bajki Bolka i Lolka) lengyel rajzfilm, amely az azonos című televíziós rajzfilmsorozat alapján készült. 
Lengyelországban 1987-ben, Magyarországon 1987. január 28-án mutatták be a mozikban.

## Szereplők
- Lolka – Egyik szereplő, a valamennyi fekete szálas hajú, fehér pólós, lila nadrágos fiú, Bolka öccse.
- Bolka – Másik szereplő, a fekete hajú, sárga ruhás, piros rövidnadrágos fiú, Lolka bátyja.

## Mesemondó
| Szereplő | Eredeti hang   | Magyar hang    |
| -------- | -------------- | -------------- |
| Narrátor | Tadeusz Kwinta | Fülöp Zsigmond |